# Prunay-le-Temple
Prunay-le-Temple – miejscowość i gmina we Francji, w regionie Île-de-France, w departamencie Yvelines.
Według danych na rok 1990 gminę zamieszkiwało 257 osób, a gęstość zaludnienia wynosiła 38 osób/km² (wśród 1287 gmin regionu Île-de-France Prunay-le-Temple plasuje się na 954. miejscu pod względem liczby ludności, natomiast pod względem powierzchni na miejscu 565.).